# Hiền Lương, Đà Bắc
Hiền Lương là một xã thuộc huyện Đà Bắc, tỉnh Hòa Bình, Việt Nam.
Xã Hiền Lương có diện tích 40,19 km², dân số năm 1999 là 1663 người, mật độ dân số đạt 41 người/km².